# Musculus coccygeus
Musculus (ischio)coccygeus är en liten muskel i bäckenbottenmuskulaturen, som sitter direkt bakom svansbenet och under piriformis. Muskeln används också för att stödja bäckenbotten och för att dra svansbenet framåt efter defekation. Hundar använder denna muskel när de för svansen mellan benen. 
Den har sitt ursprung i ett utskott i bäckenet (spina ischiadica) och ligamentum sacrospinosum och fäster i svansbenet (os coccygis) och korsbenets (os sacrum) nedre parti. 
"Det stora hålet i ischium" (foramen ischiadicum majus) finns ovanför bäckenbotten och förser bäckenet med en passageväg för strukturer till stjärten (nedanför bäckenhålan). "Det lilla hålet i ischium" (foramen ischiadicum minus) finns nedanför bäckenbotten och förser särskilt pudendalt neurovaskulära bunten (nervus pudendus) med en passageväg till mellangården (perineum).

## Histologi
Muskeln är i människa en blandning av skelettmuskelfiber och fibrös bindväv. 

## Innervation
Innervationen sköts av den främre grenen (ramus anterior) av den ryggmärgsnerv (nervus spinalis) som utgår från korsbenet (S4/S4).